# 瀝青滴漏實驗

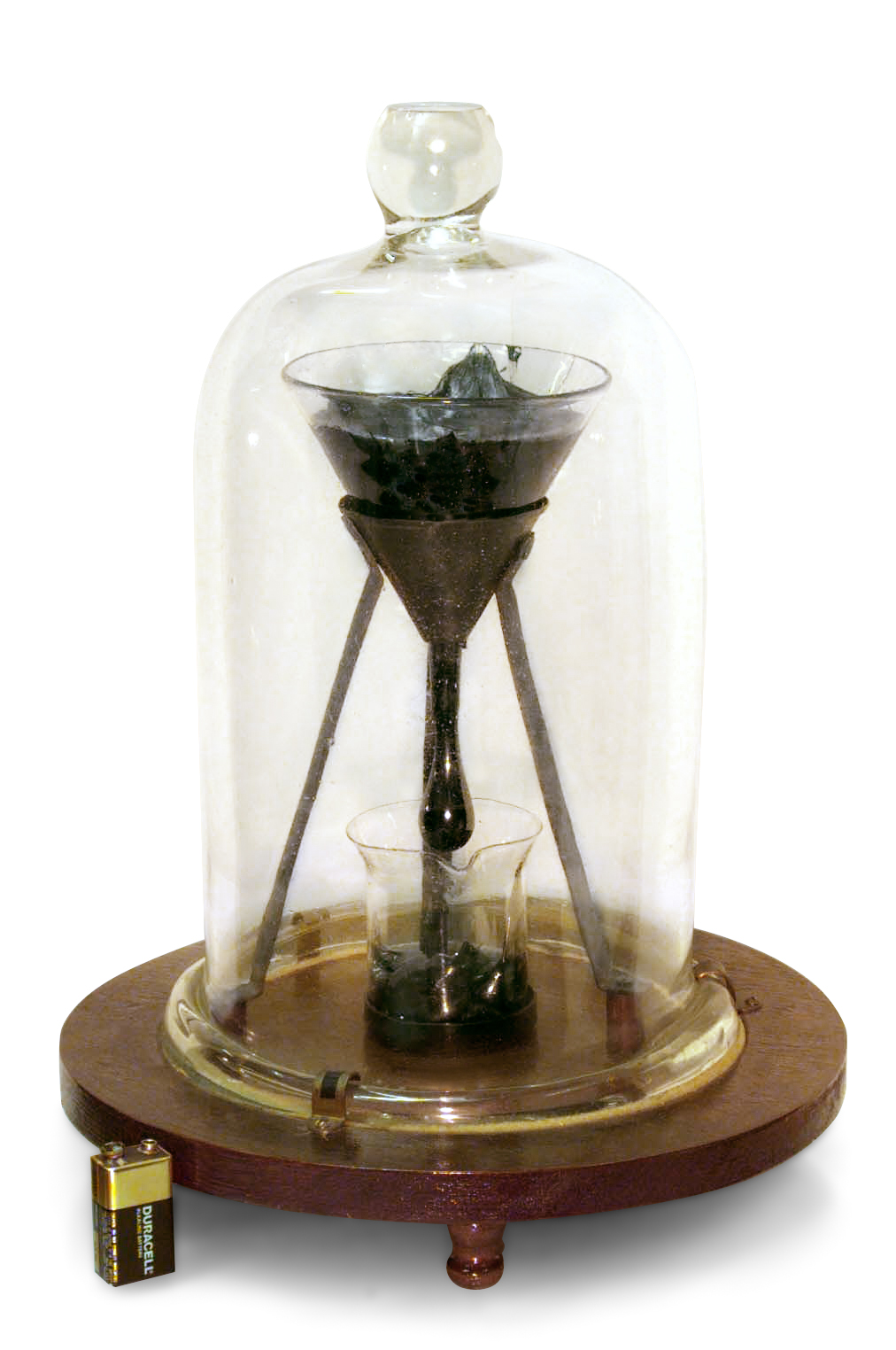
於昆士蘭大學進行的瀝青滴漏實驗

瀝青滴漏實驗（英語：Pitch drop experiment）是一個長期實驗，其目的是為了测量極高黏度瀝青在室溫環境下的流動速度。這個實驗由澳洲布里斯本昆士蘭大學在1927年開始進行。當時的湯瑪士·帕奈爾教授把一些瀝青放進一個封了口的漏斗內，至1930年，漏斗封口被剪开，沥青開始緩慢流動。每一滴高黏度瀝青需經近十年時間，方能滴進漏斗下方的燒杯之中，第一滴瀝青於1938年12月滴出。時至今日，已滴出九滴瀝青。
從實驗的結果當中，人們可計算到瀝青的黏度大約是水之千億倍。
一直到1988年以前，由於該實驗周圍的環境並沒有特別控制，因此其瀝青流動速度會因溫度的變化而改變，但第7滴之後裝了冷氣使溫度固定。
帕奈爾教授於1948年9月1日逝世後，實驗改由約翰·梅史東（John Mainstone）教授負責，他與帕奈爾教授於2005年憑着這個實驗，而獲得搞笑諾貝爾獎。梅史東教授於2013年8月23日逝世後，實驗續由安德魯·懷特（Andrew White）教授負責。
根據健力士世界紀錄，這個實驗是全球持續時間最長的實驗，而漏斗內的瀝青也足夠使這個實驗再進行幾百年。

## 時間表

此圖表顯示出每滴瀝青滴落所花的時間：橫軸是瀝青滴數，縱軸是月數

| 年份           | 狀況     | 到達此狀態 所用時間 | 從切開封口 所用總時間 | 從架設實驗 所用總時間 | 負責教授      |
| -------------- | -------- | ------------------- | --------------------- | --------------------- | ------------- |
| 1927年         | 架設實驗 | ／                  | ／                    | ／                    | 湯瑪士·帕奈爾 |
| 1930年         | 切開封口 | 3年                 | ／                    | 3年                   | 湯瑪士·帕奈爾 |
| 1938年12月     | 第一滴   | 8年11個月           | 8年11個月             | 11年11個月            | 湯瑪士·帕奈爾 |
| 1947年2月      | 第二滴   | 8年3個月            | 17年1個月             | 20年1個月             | 湯瑪士·帕奈爾 |
| 1954年4月      | 第三滴   | 7年2個月            | 24年3個月             | 27年3個月             | 約翰·梅史東   |
| 1962年5月      | 第四滴   | 8年1個月            | 32年4個月             | 35年4個月             | 約翰·梅史東   |
| 1970年8月      | 第五滴   | 8年3個月            | 40年7個月             | 43年7個月             | 約翰·梅史東   |
| 1979年4月      | 第六滴   | 8年8個月            | 49年3個月             | 52年3個月             | 約翰·梅史東   |
| 1988年7月      | 第七滴   | 9年3個月            | 58年6個月             | 61年6個月             | 約翰·梅史東   |
| 2000年11月28日 | 第八滴   | 12年5個月           | 70年11個月            | 73年11個月            | 約翰·梅史東   |
| 2014年4月20日  | 第九滴   | 13年6個月           | 84年5個月             | 87年5個月             | 安德魯·懷特   |

## 都柏林圣三一学院的实验
从1944年7月11日开始，愛爾蘭都柏林圣三一大学进行了类似的实验。在2013年7月11日，他们第一次拍到了沥青液滴的滴落。